# 妹尾直哉
妹尾 直哉（せのお なおや、1996年8月15日 - ）は、三重県津市出身のプロサッカー選手。Jリーグ・ヴァンラーレ八戸所属。ポジションは、ミッドフィールダー、ディフェンダー。

## 来歴
地元の三重FCセントロ津南でサッカーを、津ラピドFCでフットサルを始めた。小学校6年時には全日本少年フットサル大会で優勝し、大会ベストプレーヤー賞にも選出された。中学ではサッカーとフットサルの双方において津ラピドFCに所属。2012年よりガンバ大阪ユースに加入。
2014年10月、2015年シーズンからのトップチーム昇格内定が発表された（同期昇格は林瑞輝、嫁阪翔太、平尾壮）。2015年10月7日のナビスコカップ準決勝第1戦アルビレックス新潟戦で、公式戦初出場を果たした。
2016年8月2日、ガンバ大阪U-23として出場したJ3第17節のSC相模原戦でプロA契約に達したことを発表した。U-23ではサイドバックとサイドハーフをつとめ、ユーティリティ選手としてチームに貢献した。
2017年7月2日、第15節の栃木SC戦では2得点を挙げて勝利に貢献した。
2018年3月22日の練習中に負傷。左ハムストリング肉離れと診断されるがリハビリを経て復帰。同年5月9日、ルヴァンカップ第5節のサンフレッチェ広島戦では途中交代からトップチーム初得点を決めた。2018年シーズン終了後、契約満了によりガンバ大阪を退団。
2019年、AC長野パルセイロへ加入。
同年10月、左肩関節脱臼のため手術、全治12週間の診断を受ける。
2020年シーズン終了後、契約満了により長野を退団。
2021年、ガイナーレ鳥取へ加入。
2022年11月17日。ガイナーレ鳥取は契約期間の満了と来季に向けた契約更新を結ばないことを発表。
同年11月29日、カンセキスタジアムとちぎで行われたJリーグ合同トライアウトに出場した。
2023年、ヴァンラーレ八戸へ完全移籍加入。チームの応援大使制度により東北町応援大使に就任した。シーズンを通して途中出場がほとんどではあったがリーグ戦全試合に出場し、チームトップの10得点を上げ、自身初のシーズン二桁得点を記録し、クラブ史上初のJ3一桁順位フィニッシュにも貢献した。

## 所属クラブ
- 2003年 - 2008年 三重フットボールクラブセントロ津南/津ラピドFC
- 2009年 - 2011年 津ラピドFC
- 2012年 - 2014年 ガンバ大阪ユース（追手門学院高等学校）
- 2015年 - 2018年  ガンバ大阪
- 2019年 - 2020年  AC長野パルセイロ
- 2021年 - 2022年  ガイナーレ鳥取
- 2023年 -  ヴァンラーレ八戸

## 個人成績
| 国内大会個人成績 | 国内大会個人成績 | 国内大会個人成績 | 国内大会個人成績 | 国内大会個人成績 | 国内大会個人成績 | 国内大会個人成績 | 国内大会個人成績 | 国内大会個人成績 | 国内大会個人成績 | 国内大会個人成績 | 国内大会個人成績 |
| 年度             | クラブ           | 背番号           | リーグ           | リーグ戦         | リーグ戦         | リーグ杯         | リーグ杯         | オープン杯       | オープン杯       | 期間通算         | 期間通算         |
| 年度             | クラブ           | 背番号           | リーグ           | 出場             | 得点             | 出場             | 得点             | 出場             | 得点             | 出場             | 得点             |
| 日本             | 日本             | 日本             | 日本             | リーグ戦         | リーグ戦         | リーグ杯         | リーグ杯         | 天皇杯           | 天皇杯           | 期間通算         | 期間通算         |
| ---------------- | ---------------- | ---------------- | ---------------- | ---------------- | ---------------- | ---------------- | ---------------- | ---------------- | ---------------- | ---------------- | ---------------- |
| 2015             | G大阪            | 26               | J1               | 0                | 0                | 1                | 0                | 0                | 0                | 1                | 0                |
| 2016             | G大阪            | 26               | J1               | 0                | 0                | 0                | 0                | 0                | 0                | 0                | 0                |
| 2017             | G大阪            | 26               | J1               | 0                | 0                | 0                | 0                | 0                | 0                | 0                | 0                |
| 2018             | G大阪            | 26               | J1               | 0                | 0                | 1                | 1                | 1                | 0                | 2                | 1                |
| 2019             | 長野             | 7                | J3               | 11               | 1                | -                | -                | 1                | 0                | 12               | 1                |
| 2020             | 長野             | 7                | J3               | 4                | 0                | -                | -                | -                | -                | 4                | 0                |
| 2021             | 鳥取             | 17               | J3               | 13               | 2                | -                | -                | 1                | 0                | 14               | 2                |
| 2022             | 鳥取             | 17               | J3               | 18               | 2                | -                | -                | 1                | 0                | 19               | 2                |
| 2023             | 八戸             | 17               | J3               | 38               | 10               | -                | -                | 1                | 0                | 39               | 10               |
| 2024             | 八戸             | 17               | J3               | 26               | 4                | 0                | 0                | 2                | 2                | 28               | 6                |
| 2025             | 八戸             | 14               | J3               |                  |                  |                  |                  |                  |                  |                  |                  |
| 通算             | 日本             | 日本             | J1               | 0                | 0                | 2                | 1                | 1                | 0                | 3                | 1                |
| 通算             | 日本             | 日本             | J3               | 110              | 19               | -                | -                | 6                | 2                | 116              | 21               |
| 総通算           | 総通算           | 総通算           | 総通算           | 110              | 19               | 2                | 1                | 7                | 2                | 119              | 22               |

| 2016   | G大23  | 26     | J3     | 29 | 3  | 29 | 3  |
| 2017   | G大23  | 26     | J3     | 18 | 3  | 18 | 3  |
| 2018   | G大23  | 26     | J3     | 27 | 6  | 27 | 6  |
| 通算   | 日本   | 日本   | J3     | 74 | 12 | 74 | 12 |
| 総通算 | 総通算 | 総通算 | 総通算 | 74 | 12 | 74 | 12 |

| 国際大会個人成績 | 国際大会個人成績 | 国際大会個人成績 | 国際大会個人成績 | 国際大会個人成績 |
| 年度             | クラブ           | 背番号           | 出場             | 得点             |
| AFC              | AFC              | AFC              | ACL              | ACL              |
| ---------------- | ---------------- | ---------------- | ---------------- | ---------------- |
| 2015             | G大阪            | 26               | 0                | 0                |
| 2016             | G大阪            | 26               | 0                | 0                |
| 2017             | G大阪            | 26               | 0                | 0                |
| 通算             | AFC              | AFC              | 0                | 0                |

その他の公式戦
- 2019年
  - 長野県サッカー選手権大会 1試合0得点
- 2022年
  - 鳥取県サッカー選手権大会 1試合1得点

出場歴
- 公式戦初出場 - 2015年10月7日 ナビスコカップ準決勝第1戦 vsアルビレックス新潟（デンカビッグスワンスタジアム）
- Jリーグ初出場 - 2016年3月13日 J3第1節 vsY.S.C.C.横浜（市立吹田サッカースタジアム）
- Jリーグ初得点 - 2016年6月12日 J3第12節 vsガイナーレ鳥取（とりぎんバードスタジアム）

## タイトル

### クラブ
津ラピドFC
- 全日本少年フットサル大会：1回（2008年度）

ガンバ大阪ユース
- 高円宮杯リーグ プリンスリーグ関西1部：1回（2012年）

ガンバ大阪
- 天皇杯：1回（2015年）
- ゼロックススーパーカップ：1回（2015年）

AC長野パルセイロ
- 長野県サッカー選手権大会：1回（2019年）

ガイナーレ鳥取
- 鳥取県サッカー選手権大会：1回（2022年）

ヴァンラーレ八戸
- 青森県サッカー選手権大会：2回（2023年、2024年）